# حفص الدوري
الدوري ، أبو عمر حفص بن عمر بن عبد العزيز بن صُهبان بن عدي بن صهبان، ويقال صهيب أبو عمر الدوري الأزدي الدوري الأزدي البغدادي
النحوي المقرئ الضرير روى قراءتي الإمامين أبي عمرو والكسائي. نزيل سامراء، إمام القراء، وشيخ الناس في زمانه، ثقة ثبت كبير ضابط، أول من جمع القراءات، ونسبته إلى الدور موضع ببغداد، ومحلة بالجانب الشرقي. قال الأهوازي: رحل الدّوريّ في طلب القراءات، وقرأ بسائر الحروف السبعة وبالشواذ، وسمع من ذلك شيئا كثيرا.

## شيوخه
قرأ على: إسماعيل بن جعفر عن نافع، وقرأ أيضا عليه وعلى أخيه يعقوب بن جعفر وغيرهما.

## رواته
وروى القراءة عنه: أحمد بن شيخ المطوعي، وأحمد بن فرح- بالحاء المهملة- أبو جعفر المفسر المشهور وغيرهما، وروى عن إسماعيل بن عياش، وأبي معاوية الضرير، وابن عيينة، ومحمد بن مروان السدي، وأحمد، وهو من أقرانه. وروى عنه ابن ماجة في سننه، وأبو حاتم.

## مؤلفاته
```
كتاب (ما اتفقت ألفاظه ومعانيه من القرآن)، وكتاب (قرآات النبي صلى الله عليه وسلم، توفي سنة 246هـ.
[
4
]
```